# 三田光一
三田 光一（みた こういち、1885年 - 1943年）は、日本の自称透視能力者。御船千鶴子、長尾郁子、高橋貞子らとともに福来友吉によって発掘された「超能力者」の一人。
宮城県気仙沼市生まれ。1933年に、福来友吉の発案により岐阜市で行なった、月の裏側の念写で知られる。

## 月の裏側の念写についての真贋
1931年6月24日と1933年11月12日に当時見ることのできなかった月の裏側の念写に成功したとされたが、これは長年検証できなかった。
アポロ計画の際アメリカ航空宇宙局（NASA）が発表した、実際に撮影された月の裏側の写真と三田が念写した写真を比較すると、三田の写真には実際の月の裏側にはほとんど存在しない「海」を思わせる黒い部分が写し出されている点や、月よりはるかに暗く見える星が月と同じ明るさで写っていたり、星の配置がランダムでなく人間の手で描いた特徴があるなど、似ても似つかないほど異なっている。
三田の念写写真とNASAの探査機の撮影した写真が一致したとする近藤千雄『心霊科学本格入門』や1992年放送の『ワンダーゾーン』についても、一致したとする「NASAの写真」は実際には三田の念写写真そのものでありNASAの写真ではない。